# Limnanthaceae
Limnanthaceae là một họ thực vật hạt kín thuộc bộ Brassicales. Họ này chứa 2 chi và khoảng 8-11 loài cây thân thảo sống tại khu vực đầm lầy vùng ôn đới Bắc Mỹ. Các loài trong họ này có thân mềm, lá xẻ thùy sâu hay lá kép mọc vòng, không lá kèm và hoa lưỡng tính mọc đơn độc. Quả là dạng quả nứt, chia tách ra thành các phần chứa 1 hạt, có gai ngắn.
Hệ thống Cronquist năm 1981 xếp họ này trong bộ Geraniales.

## Hình ảnh

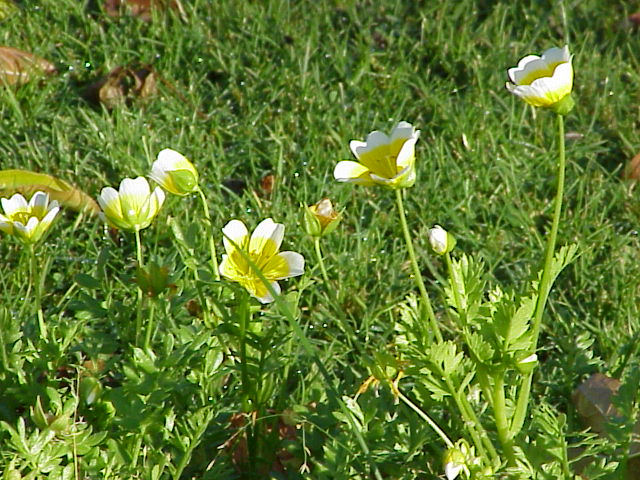
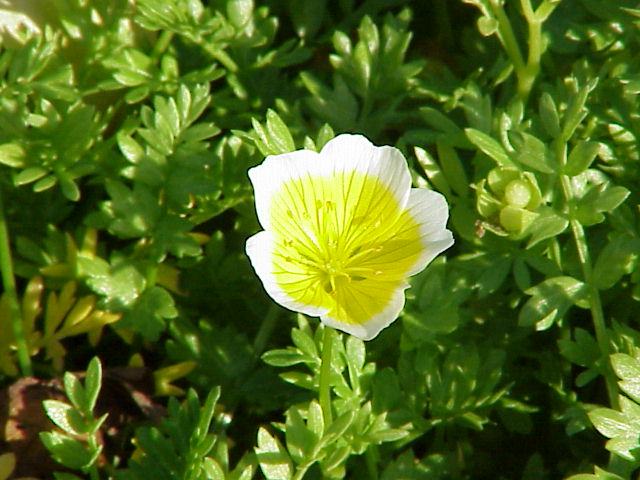
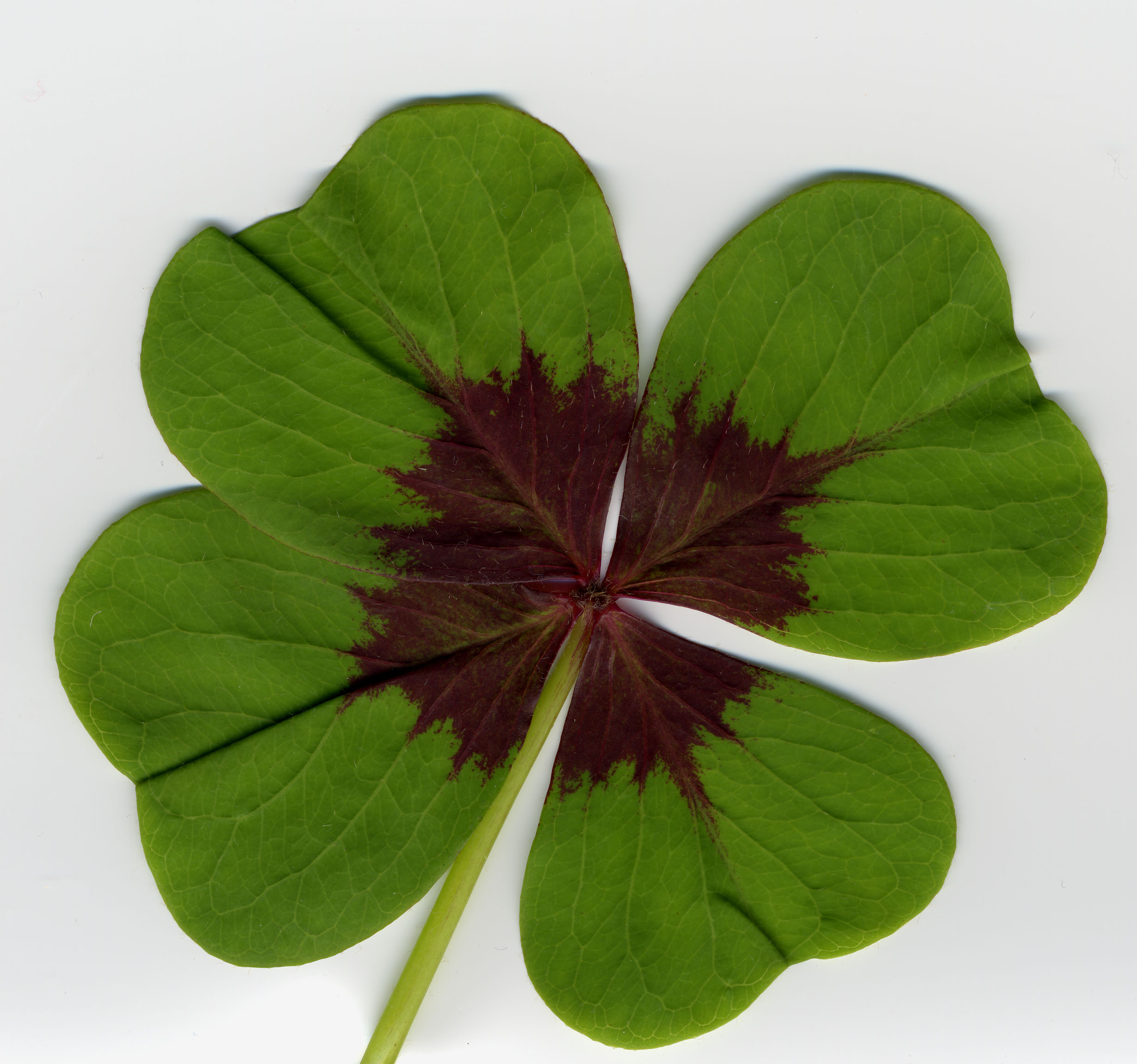
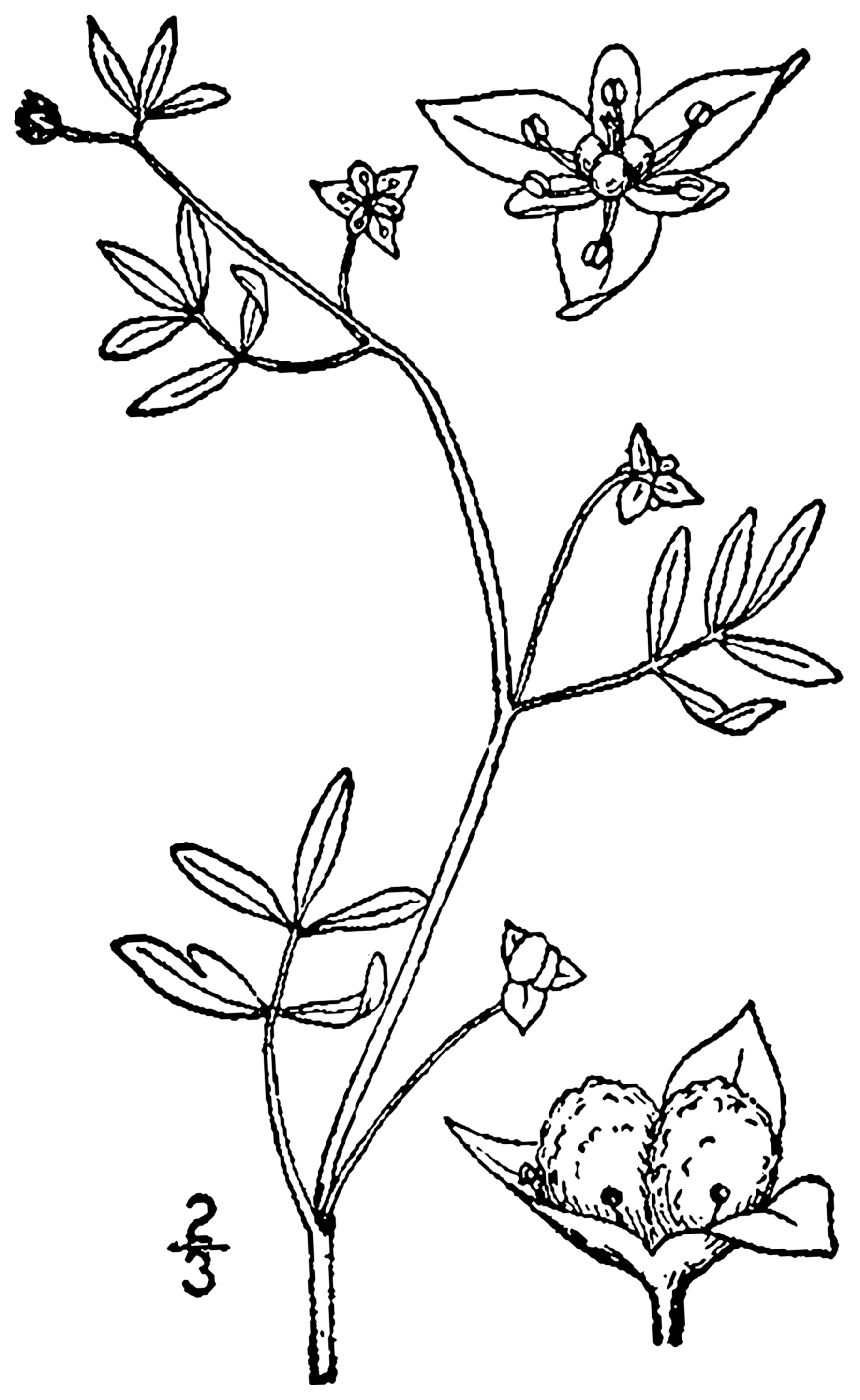